# Hi This Is Flume
Hi This Is Flume (dt. Hallo, das ist Flume) ist ein Mixtape des australischen Musikproduzenten Flume. Es wurde am 20. März 2019 über das australische Label Future Classic veröffentlicht.

## Hintergrund und Veröffentlichung
Flume erklärte in einem Q&A, dass er sich während der Produktion des Mixtapes wieder seinem experimentellen, ursprünglichen Musikstil widmete. Der Grund dafür war, dass er nicht weiter nur das Gleiche machen wolle, da ihm davon langweilig wird. Er antwortete auch, dass die Produktion des Mixtapes schwieriger war als die seiner vorherigen Veröffentlichungen, da das Mixtape viel detailreicher ist. Für die Produktion verwendete er hauptsächlich Sylenth1.
Das Mixtape wurde erstmals am 19. März 2019 durch Flume über Twitter angekündigt. Bei der weltweiten Erstveröffentlichung von Hi This Is Flume am 20. März 2019 wurde das Mixtape zum Streaming und zum Digital Download bereitgestellt. Es erschien außerdem als Vinyl.

## Komposition
Das Mixtape wurde als experimental bezeichnet und den Genres Intelligent Dance Music, Electronica und der Psychedelischen Musik zugeordnet.

## Rezension
Das Album erhielt überwiegend positive Kritiken. Kat Bein schrieb für das Magazin Billboard: „Es werden zweifellos die besten 38 Minuten Ihres Tages sein“ und fasste das Mixtape so zusammen:

“Flume’s Hi This Is Flume Mixtape Is A Wild Fever Dream Of Awesome”

Das Album wurde als eines der besten EDM Alben 2019 gelistet und bei den Grammy Awards 2020 als Bestes Dance/Electronic Album nominiert.

## Lieder

### Titelliste
| Nr.          | Titel                                                                          | Länge |
| ------------ | ------------------------------------------------------------------------------ | ----- |
| 1.           | Hi This Is Flume                                                               | 0:31  |
| 2.           | Ecdysis                                                                        | 1:45  |
| 3.           | High Beams (mit HWLS und slowthai)                                             | 3:24  |
| 4.           | Jewel                                                                          | 3:14  |
| 5.           | ╜φ°⌂▌╫§╜φ°⌂▌╫§╜φ°⌂▌╫§╜φ°⌂▌╫§╜φ°⌂▌╫§╜φ°⌂▌╫§╜φ°⌂▌╫§╜φ°⌂▌╫§╜φ°⌂▌╫§╜φ°⌂▌╫§╜φ°⌂▌╫§╜ | 0:33  |
| 6.           | Dreamtime                                                                      | 2:14  |
| 7.           | Is it Cold In The Water (Flume and Eprom Remix)                                | 4:47  |
| 8.           | How To Build A Relationship (JPEGMAFIA)                                        | 3:05  |
| 9.           | Wormhole                                                                       | 2:22  |
| 10.          | Voices (featuring Sophie and Kučka)                                            | 1:55  |
| 11.          | MUD                                                                            | 1:29  |
| 12.          | Upgrade                                                                        | 1:47  |
| 13.          | 71m3                                                                           | 1:20  |
| 14.          | Vitality                                                                       | 1:39  |
| 15.          | Daze 22.00                                                                     | 2:16  |
| 16.          | Amber                                                                          | 2:24  |
| 17.          | Spring                                                                         | 3:37  |
| Gesamtlänge: | Gesamtlänge:                                                                   | 38:22 |

### Chartplatzierungen
| Jahr | Titel Album                 | Höchstplatzierung, Gesamtwochen, AuszeichnungChartsChartplatzierungen (Jahr, Titel, Album, Platzierungen, Wochen, Auszeichnungen, Anmerkungen) | Anmerkungen                                        |
| Jahr | Titel Album                 | Dance | Anmerkungen                                        |
| --- | --------------------------- | --- | -------------------------------------------------- |
| Folgende Lieder erschienen nicht als Single, wurden aber durch das Album zum Download und Streaming bereitgestellt und konnten somit eine Platzierung erlangen: |                             | |                                                    |
| |                             | |                                                    |
| 2019 | Jewel Hi This Is Flume      | Dance35 (1 Wo.)Dance | Charteinstieg: 6. April 2019                       |
| 2019 | High Beams Hi This Is Flume | Dance37 (1 Wo.)Dance | Charteinstieg: 6. April 2019 mit HWLS und slowthai |
| 2019 | Ecdysis Hi This Is Flume    | Dance43 (1 Wo.)Dance | Charteinstieg: 6. April 2019                       |

## Kommerzieller Erfolg
| ChartsChartplatzierungen             | Höchstplatzierung | Wochen |
| ------------------------------------ | ----------------- | ------ |
| Australien (ARIA)                    | 11 (2 Wo.)        | 2      |
| Neuseeland (RMNZ)                    | 11 (1 Wo.)        | 1      |
| Vereinigte Staaten (Billboard)       | 185 (1 Wo.)       | 1      |
| Vereinigte Staaten (Billboard Dance) | 2 (4 Wo.)         | 4      |